# Ang Li Peng
Dans ce nom, le nom de famille, Ang, précède le nom personnel.
Ang Li Peng, née le 8 juillet 1981, est une joueuse malaisienne de badminton.

## Carrière
Elle remporte la médaille de bronze en double mixte avec Chew Choon Eng aux Jeux d'Asie du Sud-Est de 1997 et la médaille d'argent en double dames avec Lim Pek Siah aux Jeux d'Asie du Sud-Est de 2001. Elle est médaillée d'or en double dames avec Lim Pek Siah aux Jeux du Commonwealth de 2002.